# Timeless Bottomless Bad Movie
Pour plus de détails, voir Fiche technique et Distribution.
Timeless Bottomless Bad Movie (나쁜 영화, Nappeun yeonghwa) est un film sud-coréen réalisé par Jang Sun-woo, sorti en 1997.

## Synopsis
La vie des jeunes fugueurs, des drogués, et des sans-abris de Séoul est chroniquée dans ce docudrame du réalisateur Jang Sun-woo. Avec ses images d'auditions et d'interviews impromptues de véritables personnes vivant dans la rue, mélangées à des scènes faites avec des acteurs non-professionnels qui jouent les adolescents troublés, Bad Movie est un portrait improvisé mais très évocateur des vies rebelles de ces âmes abandonnées.

## Fiche technique
- Titre : Timeless Bottomless Bad Movie
- Titre original : 나쁜 영화 (Nappeun yeonghwa)
- Réalisation : Jang Sun-woo
- Scénario : Jang Sun-woo et Kim Soo-hyun
- Musique : Dalparan
- Photographie : Choi Jeong-won, Cho Yong-kyou et Kim Woo-hyeong
- Montage : Kim Yong-soo
- Pays d'origine : Corée du Sud
- Langue : coréen
- Format : Couleurs - 1,85:1 - Dolby Digital - 35 mm
- Genre : Documentaire
- Durée : 144 minutes
- Dates de sortie : octobre 1997 (festival de Pusan), 14 février 1998 (festival de Berlin), 2 août 1998 (Corée du Sud)

## Distribution
- Han Seul-gi
- Park Gyeong-won
- Lee Jae-gyeong
- Jang Nam-gyeong
- Byeon Sang-gyu
- Gweon Hyeok-jin
- Kim Deok-gi
- Lee Hyeon-wuk
- Kim Kkot-ji
- Ju Jin-ju
- Choi Mi-seon
- Song Kang-ho

## Récompenses
- Netpac Award, lors du Festival international du film de Pusan 1997.
- Asian Film Award, lors du Festival international du film de Tōkyō 1997.